# Rad (Computerspiel)
Rad ist ein Rogue-like-Videospiel, das von Double Fine entwickelt und von Bandai Namco Entertainment am 20. August 2019 für Windows, Nintendo Switch, PlayStation 4 und Xbox One veröffentlicht wurde.

## Spielprinzip
Rad ist ein Rogue-like-Videospiel, das aus einer isometrischen Perspektive gespielt wird. In dem Spiel kontrolliert der Spieler einen Charakter, dessen Ziel es ist, ein prozedural generiertes Ödland zu erkunden. Während der Charakter das Ödland erkundet, mutieren seine Gene und verleihen dem Charakter zusätzliche Kräfte. Für jeden Charakter kann der Spieler unbegrenzte passive Boni und höchstens drei aktive Mutationen festlegen. Wenn der Charakter stirbt, wird er durch einen neuen Charakter ersetzt.

## Entwicklung
In jeder Spielerunde werden Fähigkeiten zufällig gewonnen. Laut dem Entwickler Lee Petty entstehen so verschiedene Kombinationen, mit denen die Spieler die Stärken und Schwächen jeder Mutation besser erforschen können.
Das Spiel wurde im März 2019 von Bandai Namco Entertainment offiziell angekündigt. Es wurde am 20. August 2019 für Windows, Nintendo Switch, PlayStation 4 und Xbox One veröffentlicht.

## Rezeption
Rad erhielt nach Veröffentlichung generell positive Bewertungen.